# Radanowo
Radanowo (bułg. Раданово) – wieś w Bułgarii, w obwodzie Wielkie Tyrnowo, w gminie Połski Trymbesz. W 2024 roku liczyła 1731 mieszkańców.